# آربلاس

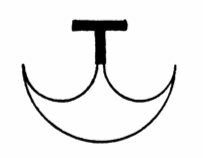
آربلوس

آربلاس یک نوع از گلادیاتورهای روم باستان بوده است. این واژه در واقع هاپاکس لگومنون می‌باشد، که در رساله انتقاد از خواب اثر آرتمیدوروس یونانی (کتابی در زمینۀ تعبیر خواب) در مورد سمبولیسم انواع مختلف گلادیاتورها بحث می‌کند. شاید با واژه آربلوس (ἄρβηλος) یونانی به معنی کفاشی که از تیغۀ نیم‌دایره‌ای برای بریدن چرم استفاده می‌کند مرتبط باشد.
چندین نقش برجسته وجود دارد که نشان می‌دهد گلادیاتور ها از سلاحی خمیده برای مبارزه با یکدیگر استفاده می‌کردند؛ بحث است که اینها (همچنین احتمالا در جنگ با ریتاری‌ها) احتمالا به آربلای‌ها مشهور بودند، هرچند به عنوان سیزور نیز مشاهده شده‌اند که علیه ریتاری‌ها در حال لشکرکشی بودند. از سیزور‌ها، یا در واقع کسانی‌که باورمندند معادل آربلاس‌‌ها هستند، در سده یکم پیش از میلاد در یک طومار از سوی مدرسۀ آموزشی گلادیاتورها (لودوس) ذکر یاد شده است.
آرتمیدوروس از آربلاس‌ها به عنوان گلادیاتورهایی یاد می‌کند که در میان سایر گلادیاتور ها در خواب ها ظاهر می‌شوند و به مردها در مورد اینکه با چگونه زنی باید ازدواج کنند نشانه می‌دهند. هر دو دیماخائروس‌ها و آربلوس‌ها که به اصطلاح با تیغه‌ای خمیده می‌جنگند، نشان‌گر این هستند که زنشان یک مسموم‌گر، بدکار یا زشت‌رو خواهد بود.